# Ryūichi Ichiki
Ryūichi Ichiki (japanisch 一木 立一 Ichiki Ryūichi; * 24. November 1998 in Kiryū, Präfektur Gunma) ist ein japanischer Fußballspieler.

## Karriere
Ryūichi Ichiki erlernte das Fußballspielen in der Universitätsmannschaft der Gakugei-Universität. Seinen ersten Profivertrag unterschrieb er im Februar 2021 bei Thespakusatsu Gunma. Der Verein aus Kusatsu, einer Stadt in der Präfektur Gunma, spielte in der zweiten japanischen Liga, der J2 League. Sein Zweitligadebüt gab Ryūichi Ichiki am 28. März 2021 im Heimspiel gegen Giravanz Kitakyūshū. Hier wurde er in der 80. Minute für Shōta Aoki eingewechselt. Am 1. August 2021 wechselte er auf Leihbasis zum Viertligisten FC Kariya. Hier bestritt er 15 Ligaspiele. Die Saison 2022 wurde er an den Fünftligisten Okinawa SV verliehen. Mit dem Verein spielte er in der Kyushu Soccer League. Am Ende der Saison 2022 feierte er mit dem Verein die Meisterschaft sowie anschließend den Aufstieg in die vierte Liga. Nach der Ausleihe wurde Ichiki im Februar 2023 fest von Okinawa unter Vertrag genommen. Nach einer Spielzeit wechselte er im Januar 2024 wieder in die fünfte Liga. Hier schloss er sich in Ichihara dem Vonds Ichihara an. Mit dem Verein spielt er in der Kanto Soccer League (Div.1).

## Erfolge
Okinawa SV
- Kyushu Soccer League: 2022